# Amatrice
Pour les articles homonymes, voir Amatrice (homonymie).
Amatrice est une commune de la province de Rieti, dans le Latium, en Italie.
Elle a été partiellement détruite par un séisme le 24 août 2016.

## Géographie
Amatrice est située au milieu d'une vallée intégrée à une zone aux confins de quatre régions : le Latium, l’Ombrie, les Marches et les Abruzzes, entre la mer Tyrrhénienne et la Côte Adriatique, dans la partie supérieure du bassin hydraulique du Tronto.
Sur son territoire s’étend un plateau avec une altitude comprise entre 900 et 1 000 mètres, le lac Scandarello, un réservoir artificiel entouré à l’est par des montagnes de plus de 2 400 mètres. Sur le territoire municipal proprement dit s’élève le Mont Gorzano (2 458 m), le plus haut sommet du Latium.
Contrairement à ce qu’on trouve habituellement dans les Apennins, la chaîne Laga ne se compose pas de calcaire mais de roches peu perméables, comme le grès et les marnes. D’où l'existence d'un grand nombre de sources vivaces réparties près des sommets qui alimentent la surface des terres. Le territoire est luxuriant et bien irrigué tout au long de l'année.
Si l’on quitte la vallée pour les sommets les cultures font place à des forêts de chênes, de châtaigniers et de peupliers, puis, plus haut, de hêtres. Au-dessus de 1 800 m s’étend la prairie d’altitude. Entre 1 300 m et 1 600 m coulent des cascades de 70-80 m, grossies au printemps en raison de la fonte des neiges.

## Histoire
Les découvertes archéologiques prouvent que l’emplacement d’Amatrice est habité depuis les temps préhistoriques. La Via Salaria a favorisé le développement de colonies de peuplement dès l'époque pré-romaine. À l'époque romaine les restes de bâtiments et de tombeaux étaient connus d'écrivains romains. Ainsi Villarum Summa désignait toute la zone actuellement occupée par la ville d’Amatrice. En 568, les Lombards de Sicile ont envahi l’Italie et formé le duché de Spolète. Le territoire d’Amatrice appartenait alors au comté d'Ascoli.
Ce n’est que vers 1265, sous le règne de Manfred Ier de Sicile, qu’Amatrice passe définitivement au royaume de Naples. À plusieurs reprises, la ville qui n'acceptera jamais la domination angevine, fait valoir son aspiration à l'indépendance. En 1271 et 1274, Charles Ier d'Anjou envoie des armées pour vaincre la résistance et réduire la ville à l'obéissance. À la même époque, le système des Barons disparaît pour faire place à « l'Universitas » : les terres communales sont librement organisées et autonomes par rapport au gouvernement central régi par un parlement. Les domaines appartenant au comté de Rieti passent sous sa juridiction et son influence s’étend de Campotosto jusqu'aux extrémités de Cittareale. En outre Amatrice participe aux croisades, comme en témoigne la croix sur le blason municipal.
Aux XIVe et XVe siècles, Amatrice est en lutte constante avec les villes et les châteaux environnants pour des questions de frontières et de prestige. Les conflits avec Norcia, Arquata et L'Aquila sont les plus connus. L’allié traditionnel d’Amatrice demeure Ascoli Piceno. L’armée d’Amatrice prend part, aux côtés de la milice commandée par Braccio da Montone, comte de Montone, au long siège de L’Aquila et à la bataille finale de juin 1424. Amatrice, pendant le conflit entre les Angevins et les Aragonais qui se disputent le royaume de Naples, fait valoir ses droits même pendant la guerre. Le roi aragonais Ferdinand le Catholique réprime la révolte des Barons en 1485. L’année suivante, la ténacité d’Amatrice est récompensée par l'octroi du privilège de battre monnaie avec la devise « Fidelis amatrix ». Toutefois, en février 1529, après une résistance héroïque, la ville est reprise et mise à sac par Philibert de Chalon, le général de Charles Quint. Pour punir la rébellion, ce dernier donne, en 1538, l'État d’Amatrice en fief à un de ses capitaines, Alessandro Vitelli.
Entre 1582 et 1692, Amatrice passe sous la domination des Orsini de Mentana et de Braccianopuis, entre 1693 et 1737, elle appartient aux Médicis de Florence.
En 1735, Charles III de Bourbon, nouveau roi de Naples, renonce à la souveraineté sur le duché de Parme et Plaisance mais conserve tous les autres biens appartenant aux maisons Farnèse et de Médicis, dont Amatrice.
À la fin du XVIIIe siècle, Amatrice est constamment en proie au brigandage.
À l'époque napoléonienne, avec la proclamation de la République parthénopéenne, le 23 janvier 1799, par le général général Championnet divise le territoire en onze départements par un décret du 9 février 1799. Amatrice est l'un des seize chefs-lieux de cantons du département de Pescara dont le chef-lieu est L'Aquila.
Au cours des dernières décennies qui précédent l’unification de l'Italie, les habitants d’Amatrice prennent une part active à divers mouvements révolutionnaires (1814, 1820, 1831, 1848, 1860). Parmi tous, se distingue la figure de l'illustre patriote Pier Silvestro Leopardi. Après l'unification, Amatrice est intégrée aux Abruzzes et au territoire de L'Aquila. Avec la création de la province de Rieti, en 1927, la ville fait alors partie du Latium.

## Catastrophes naturelles
En octobre 1826 a eu lieu une violente crue du fleuve Tronto, dans laquelle beaucoup d'habitants de San Lorenzo périssent.
En 1639, de nombreux bâtiments sont gravement endommagés par un terrible tremblement de terre qui secoue la région les 7, 14 et 17 octobre. Le palais Orsini est détruit en grande partie ainsi que la plupart des maisons et des églises. D'autres séismes ont lieu en 1672, 1703 (tremblement de terre de L'Aquila), et 1730.
La commune est partiellement détruite dans la nuit du 23 au 24 août 2016 par un séisme de magnitude 6,2 qui fait près de trois cents morts. Le centre historique est ravagé et le patrimoine de « la ville aux cent églises » est très touché : plusieurs monuments datant des XIIIe et XVe siècles se sont partiellement ou totalement écroulés.

## Économie
L'économie d'Amatrice est liée aux secteurs agroalimentaires et touristiques. Pendant des siècles les bergers qui pratiquaient la transhumance dans la campagne romaine y ont exporté leurs traditions culinaires.
Aujourd'hui, Amatrice est réputée pour sa charcuterie, notamment le salami, la viande de porc froid comme le bacon et le jambon, la longe et la pancetta, produits hérités de la production paysanne ancienne.
Les fromages locaux sont fabriqués à partir du lait de brebis.
Les pommes sont les fruits les plus cultivés. On cultive aussi l'épeautre. La production de miel est importante.
Le Parc national du Gran Sasso e Monti della Laga ont un secteur agro-alimentaire de premier plan avec le « Pôle Agro Food » dont la mission est de promouvoir les études et la recherche agro-alimentaires, de définir les normes de qualité pour les produits du parc, les méthodes et les règles de contrôle ainsi que la responsabilité d'attribuer aux produits et services la marque qualité. Ce centre fait partie d'un programme de protection et de promotion globales en faveur des cultures locales et des produits locaux.

## Culture

### Monuments du centre historique
• Église Saint-Augustin, caractérisée par un beau portail gothique tardif et de précieuses fresques dont une Annonciation et une Vierge à l'Enfant avec des anges. Elle est aujourd'hui en ruines.
• Église Saint-Emidio datant du XVe siècle, aujourd'hui en ruines.
• Église Saint-François, datant de la seconde moitié du XIVe siècle, est caractérisée par un portail gothique de marbre. L'abside du XVe siècle est ornée de fresques. Elle est aujourd'hui en ruines.
• Église Sainte-Marie-di-Porta-Ferrata, aujourd'hui en ruines.

### Dans les villages environnants
• Église gothique Saint-Martin, hameau de San Martino, contenant une Via Crucis du français Dubercelle
• Sanctuaire de l'Icône Passatora ou église de Santa Maria delle Grazie à Ferrazza. Elle doit son nom à l'image votive de Notre-Dame des Grâces. Il contient plusieurs fresques de la fin du XVe siècle du et même artiste qui a peint l'église Saint-Augustin et du peintre amatricien Dionisio Cappelli.
Madonna di Filetta, hameau de Filetta. L'image vénérée de Notre-Dame de Filetta, patronne de Amatrice, est conservée dans l'église de San Francesco.
• Sanctuaire de la Madonna delle Grazie du , à Varoni. On y vénérait une image de Santa Maria delle Grazie.
• Église Saint-Antoine, Nouveau Cornillo.
• Chapelle Sainte-Catherine-d'Alexandrie située à l'intérieur du couvent des Sœurs Bénédictines de la Charité à Scai.
• Oratoire Notre-Dame-de-Lorette de la fin du XVIe siècle, Rio.

### Musées
• Musée d'Art Sacré « Nicola Filotesio » installé dans l'église Saint-Emidio.
• Musée permanent d'art contemporain dans l'ancienne école élémentaire Preta.

### Cuisine
Le village a donné son nom à la sauce amatriciana, utilisée pour accommoder les pâtes.

### Tourisme
Depuis 1991, Amatrice fait partie du Parc national du Gran Sasso e Monti della Laga.
Amatrice fait aussi partie de l'association des Plus Beaux Bourgs d'Italie.

## Personnalités
- Costanzo Angelini
- Enrico Bomba
- Matteo Capranica
- Elio Augusto Di Carlo (1918-1998), médecin, ornithologue, naturaliste et historien.
- Franco Di Giacomo
- Nicola Filotesio, dit Cola dell'Amatrice, (1480-1550), peintre et architecte.
- Sara Pichelli

## Politique et administration
| Période        | Période        | Identité           | Étiquette     | Qualité         |
| -------------- | -------------- | ------------------ | ------------- | --------------- |
| 14 juin 2004   | 7 juin 2009    | Carlo Fedeli       | Liste civique |                 |
| 8 juin 2009    | 4 mai 2018     | Sergio Pirozzi     | Liste civique |                 |
| 5 mai 2018     | 27 mai 2019    | Filippo Palombini  | Liste civique | maire suppléant |
| 28 mai 2019    | 25 mars 2021   | Antonio Fontanella | Liste civique |                 |
| 25 mars 2021   | 4 octobre 2021 | Massimo Bufacchi   | Liste civique | maire suppléant |
| 4 octobre 2021 | En cours       | Giorgio Cortellesi | Liste civique |                 |

### Hameaux
Aleggia, Arafranca-Pinaco, Bagnolo, Capricchia, Casale Bucci, Casale Celli, Casale, Casalene, Casale Masacci, Casale Nadalucci, Casale Nibbi, Casale Sanguigni, Casale Sautelli, Casale Zocchi, Casali della Meta, Cascello, Castel Trione, Collalto, Collecreta, Collegentilesco, Collemagrone, Collemoresco, Collepagliuca, Colletroio, Colli, Conche, Configno, Cornelle, Cornillo Nuovo, Cornillo Vecchio, Cossara, Cossito, Crognale, Domo, Faizzone, Ferrazza, Filetto, Fiumatello, Francucciano, Le Forme, Moletano, Musicchio, Nommisci, Osteria della Meta, Pasciano, Patàrico, Petrana, Pinaco, Poggio Vitellino, Prato, Preta, Rio, Retrosi, Roccapassa, Rocchetta, Saletta, Sant'Angelo, San Benedetto, San Capone, San Giorgio, San Lorenzo a Pinaco, San Sebastiano, Santa Giusta, San Tommaso, Scai, Sommati, Torrita, Torritella, Varoni, Villa San Cipriano, Villa San Lorenzo e Flaviano, Voceto.

### Communes limitrophes
Accumoli, Campotosto, Cittareale, Cortino, Crognaleto, Montereale, Rocca Santa Maria, Valle Castellana.